# Aaron Jakowlewitsch Gurewitsch

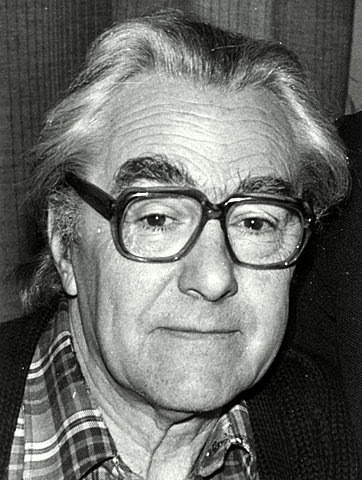
Aaron Gurewitsch

Aaron Jakowlewitsch Gurewitsch (auch Gurjewitsch; russisch Арон Яковлевич Гуревич; * 12. Mai 1924 in Moskau; † 5. August 2006 ebenda) war ein russischer Historiker und Mediävist jüdischer Herkunft.

## Leben
Er studierte seit 1945 Geschichte in seiner Heimatstadt und wurde dort 1950 promoviert und 1962 habilitiert. Nach einer Professur für Geschichte des Mittelalters am Pädagogischen Institut der zentralrussischen Stadt Twer (von 1931 bis 1990 Kalinin) wurde er leitender wissenschaftlicher Mitarbeiter am Institut für allgemeine Geschichte der Akademie der Wissenschaften der UdSSR in Moskau. Die Schwerpunkte seiner international stark beachteten Forschungen waren die Sozial- und Mentalitätsgeschichte des Mittelalters in Westeuropa.
Seit 1993 war er assoziiertes Mitglied der Académie royale des Sciences, des Lettres et des Beaux-Arts de Belgique. Die Königlich Niederländische Akademie der Wissenschaften (KNAW) nahm ihn 1998 als auswärtiges Mitglied auf.

## Schriften (Auswahl)
- Das Weltbild des mittelalterlichen Menschen. Verlag der Kunst, Dresden 1978 (Fundus-Reihe 55/56/57; Originalausgabe: Moskau 1972), 5., unveränderte Auflage. Beck, München 1997, ISBN 3-406-42350-7.
- Mittelalterliche Volkskultur: Probleme zur Forschung. Verlag der Kunst, Dresden 1986 (Fundus-Reihe 101/102; Originalausgabe: Moskau 1981), ISBN 3-364-00023-9.
- Das Individuum im europäischen Mittelalter. Beck, München 1994, ISBN 3-406-37889-7.
- Himmlisches und irdisches Leben: Bildwelten des schriftlosen Menschen im 13. Jahrhundert. Die Exempel. Verlag der Kunst, Dresden 1996, ISBN 90-5705-002-1.
- Stumme Zeugen des Mittelalters: Weltbild und Kultur der einfachen Menschen. Böhlau, Weimar 1997, ISBN 3-412-14496-7.